# مارکستی ورن
مارکستی ورن (به انگلیسی: Markstay-Warren) یک منطقهٔ مسکونی در کانادا است که در بخش سادبری واقع شده‌است. مارکستی ورن ۵۱۲٫۷۸ کیلومتر مربع مساحت و ۲٬۶۵۶ نفر جمعیت دارد.